# Rui Borges
Rui Borges, né le 7 juillet 1981 à Mirandela (Portugal), est un footballeur portugais, reconverti entraîneur. Il est l’actuel entraîneur du Sporting CP.

## Biographie
Rui Borges est formé au club de Mirandela, où il a passé la majeure partie de sa carrière. Joueur professionnel pendant 17 ans, il a principalement évolué en deuxième et troisième division portugaise.
Il fait ses débuts d'entraîneur en 2017 au SC Mirandela, là où il avait terminé sa carrière de joueur. Il  rejoint ensuite l'Académico de Viseu, où ses bons résultats, notamment une demi-finale de la Coupe du Portugal, lui ouvrent les portes du football professionnel.
Lors de la saison 2020-2021, il entraîne l’Académica de Coimbra, terminant à la quatrième place en deuxième division à seulement trois points de la montée. Après une bonne saison, il entame une deuxième saison dans ce même club, mais est licencié après la sixième journée, laissant le club à la dernière place du classement avec seulement deux points.
Il rejoint ensuite le Nacional, où il termine à la treizième place la première année et sixième lors de la deuxième année, échouant une fois de plus à la montée. Après de brefs passages à Vilafranquense et au CD Mafra lors de la saison 2022-2023, il fait ses débuts en première division portugaise la saison suivante, avec le Moreirense FC.
Outre un football remarquable, Rui Borges a égalé le meilleur classement de Moreirense en première division, terminant la saison à la sixième place avec un total incroyable de cinquante cinq points, un record pour le club.
Le succès obtenu à Moreirense conduit Rui Borges à être embauché par le Vitória Guimarães pour la saison 2024-25. L'entraîneur a maintenu le club dans la lutte pour les places européennes en championnat, en plus d’emmener le club en huitièmes de finale de la Coupe du Portugal et également à une performance historiquedans la phase de groupe de l'UEFA Conference League. Le Vitória, réalisant d'excellentes performances contre plusieurs adversaires étrangers plus riches et prestigieux, a terminé deuxième lors de sa première année dans la compétition, n'étant dépassé que par l'équipe anglaise de Chelsea, et se qualifiant ainsi pour les huitièmes de finale de la compétition.
Rui Borges ne termine pas la saison avec le Vitória Guimarães : le 26 décembre 2024, il a accepté de remplacer João Pereira comme entraîneur du Sporting Portugal. À la tête des Lions, il remporte le championnat et la Coupe du Portugal dès sa première saison, malgré une vague de blessures qui a affecté l'effectifet la concurrence du rival Benfica, assurant au Sporting le deuxième titre de champion et le doublé. Son contrat court jusqu'en juin 2027.

## Palmarès d’entraîneur
Sporting Portugal
- Championnat du Portugal (1) : 2025
- Coupe du Portugal (1) : 2025